# Esshoff
Esshoff ist mit 77 Einwohnern und einer Fläche von 66 ha der kleinste Ortsteil der Stadt Brilon im nordrhein-westfälischen Hochsauerlandkreis, Deutschland.

## Geschichte
Der am südöstlichen Rande des Arnsberger Waldes gelegene Ort wurde am 14. Juni 1442 erstmals als Essingtusen erwähnt. 1853 wurde eine Grube Lottchen in der Nähe von Esshoff im Revier Brilon genannt, in der Thoniger Sphärosiderit (Toneisenstein) abgebaut wurde.
Esshoff gehörte als selbständige Gemeinde zum Amt Bigge im Kreis Brilon. Es war flächenmäßig die kleinste Gemeinde des Kreises.
Am 4. April 1945 griff die US-Army mit Panzern Eßhoff an. In und um Eßhoff hatten sich ungefähr 100 Soldaten der Wehrmacht, ohne schwere Waffen, verschanzt. Als den US-Soldaten Maschinengewehrfeuer entgegenschlug, traten sie den Rückzug an und ein Beschuss mit Panzern und Geschützen begann. Zwei Wohnhäuser wurden schwer beschädigt. Dann erfolgte ein Sturmangriff mit Panzern. Die deutschen Soldaten mussten sich ergeben. Die deutschen Waffen wurden auf einen Haufen geworfen und von Panzern zermalmt. Die Bevölkerung war während der Kämpfe mit Pferde- oder Ochsenwagen ins Försterhaus im Antfelder Wald oder in die Altenbürener Mühle geflohen. Als die Bewohner am 7. April zurückkehren durften, war eines der Häuser von Fremdarbeitern, meist Polen, übernommen worden. Am 10. April zogen die US-Soldaten ab. Die Einwohner warfen nun die Fremdarbeiter aus dem besetzten Haus hinaus. Einige Zeit später wurde der Weiler von einer Gruppe bewaffneter ehemaliger Gefangener aus der Sowjetunion überfallen und ausgeplündert. Im Zweiten Weltkrieg fielen acht Esshoffer als Soldaten, davon sieben an der Ostfront.
Am 1. Januar 1975 wurde der Ort (damals noch mit der Schreibweise Eßhoff) nach Brilon eingemeindet. Heute ist er mit rund 80 Einwohnern der kleinste Briloner Ortsteil.

## Ebberg
Der Ebberg ist mit 547 m ü.NN. der höchste Punkt im Ort. Noch heute steht hier das Trinkwasserreservoir, aus dem die Einwohner bis zum Ende der 1950er Jahre mittels einer Pumpstation mit Trinkwasser aus einer Quelle bei Grimlinghausen versorgt wurden.

## Alte Schule Esshoff
Seit den 1860er Jahren bestand der Wunsch nach einer Schule im Ort. Nach Anfängen in Privaträumen wurde 1952 das Schulgebäude eingeweiht. Mittlerweile findet kein Schulbetrieb mehr statt. Das Gebäude ist zur privaten Nutzung vermietet, wird aber auch als Wahllokal und Versammlungsraum genutzt.